# Rosen Plevneliev
Rosen Asenov Plevneliev (în bulgară Росен Асенов Плевнелиев; n. 14 mai 1964) a fost președinte al Bulgariei din 22 ianuarie 2012 până în 22 ianuarie 2017.
S-a născut în anul 1964 în orașul Goțe Delcev, a absolvit Politehnica de la Sofia, iar după anul 1990 a condus o companie care a operat în domeniul construcțiilor în Bulgaria și în Germania. A intrat în viața politică abia în anul 2009, când a devenit ministru al dezvoltării regionale. Rosen Plevneliev a fost cel mai popular ministru în cabinetul premierului Boiko Borisov. Candidatul partidului GERB, a câștigat cel de al doilea tur al alegerilor prezidențiale cu un avans de circa 7% față de candidatul opoziției socialiste, Ivailo Kalfin. 
Plevneliev a dizolvat la 6 august 2014 Adunarea Națională și a anunțat organizarea de alegeri parlamentare anticipate la 5 octombrie. Totodată a numit un guvern interimar condus de Gheorghi Bliznașki.